# 林駅
林駅（はやしえき）は、富山県高岡市東藤平蔵にある西日本旅客鉄道（JR西日本）城端線の駅である。

## 歴史
- 1956年（昭和31年）11月19日：日本国有鉄道（国鉄）城端線の二塚駅 - 戸出駅間に新設開業[1]。旅客営業のみ[1]の駅員無配置駅[2]。
- 1987年（昭和62年）4月1日：国鉄分割民営化により、西日本旅客鉄道（JR西日本）の駅となる[3]。
- 2019年（令和元年）末：老朽化した待合室が建て替えられた。

## 駅構造

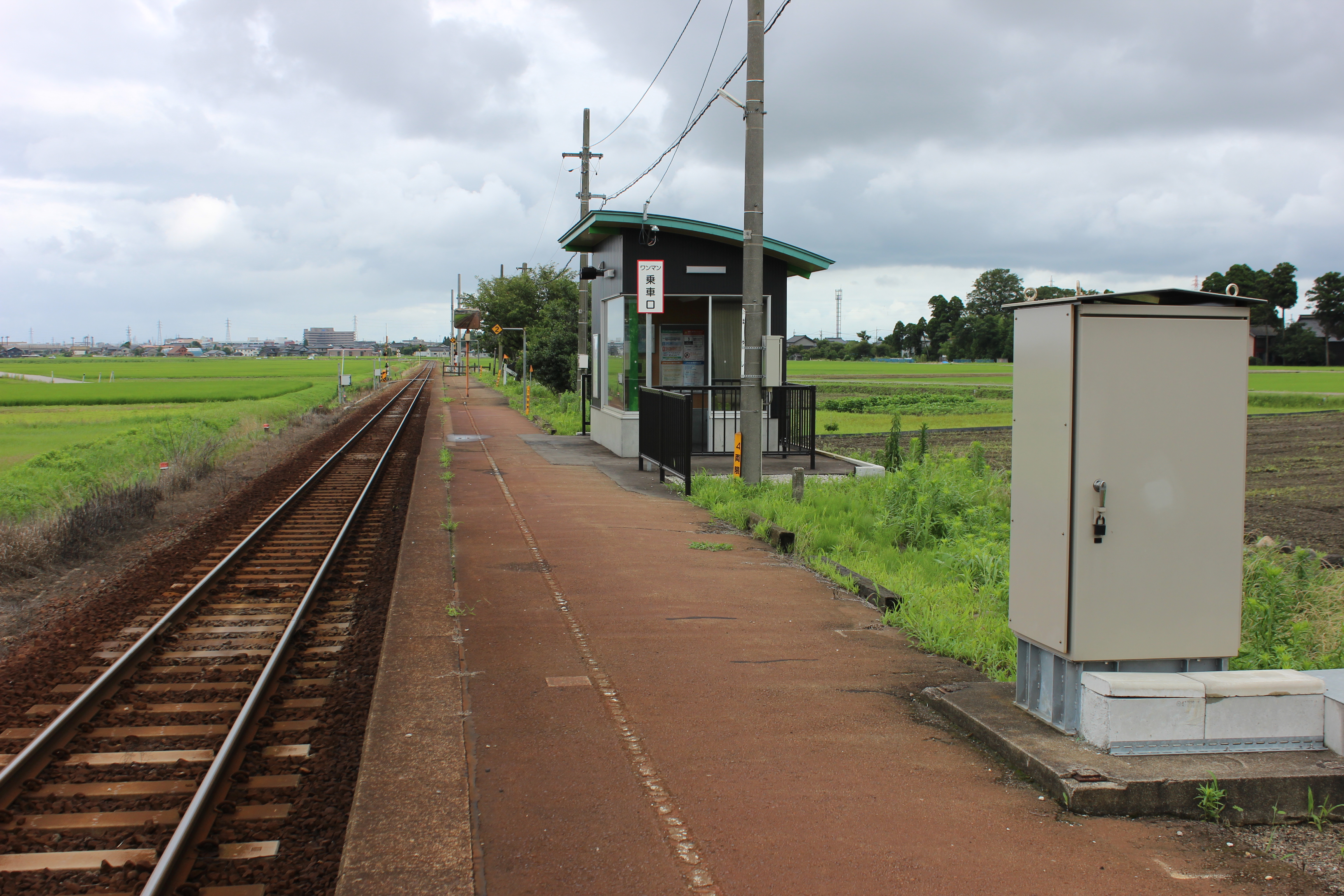
ホーム・待合室（2020年7月）

城端方面に向かって左側に単式ホーム1面1線を持つ地上駅（停留所）である。ホームの長さは4両編成相当分となっている。
北陸広域鉄道部管理の無人駅である。駅舎はなく、ホーム上に木造の待合室が設置されている。城端方面の大浦踏切脇にある出入口からホームに入る形になっている。

## 利用状況
「富山県統計年鑑」と「高岡市統計書」によると、近年の1日平均乗車人員は以下の通り。
| 年度   | 1日平均 乗車人員 |
| ------ | ---------------- |
| 1995年 | 40               |
| 1996年 | 42               |
| 1997年 | 44               |
| 1998年 | 46               |
| 1999年 | 41               |
| 2000年 | 35               |
| 2001年 | 28               |
| 2002年 | 22               |
| 2003年 | 22               |
| 2004年 | 29               |
| 2005年 | 31               |
| 2006年 | 30               |
| 2007年 | 24               |
| 2008年 | 26               |
| 2009年 | 27               |
| 2010年 | 24               |
| 2011年 | 20               |
| 2012年 | 23               |
| 2013年 | 27               |
| 2014年 | 24               |
| 2015年 | 22               |
| 2016年 | 21               |
| 2017年 | 19               |
| 2018年 | 20               |
| 2019年 | 21               |

## 駅周辺
- 惣社白山神社
- 瑞光寺

## 隣の駅
西日本旅客鉄道（JR西日本）
■城端線
二塚駅 - 林駅 - 戸出駅